# Kai Angel & 9mice
Kai Angel & 9mice (рус. Кай Э́нджел и На́йн Ма́йс), также известные, как Viperr (рус. Ва́йпер) — русскоязычный рэп-дуэт из США.

## Биография участников

### Kai Angel
Дмитрий Олегович Ицков родился 4 февраля 1997 года. Вырос в Израиле. До начала музыкальной карьеры он занимался съемкой клипов для таких исполнителей, как Boulevard Depo, Saluki, HammAli & Navai и др.. Позднее Дмитрий начал выпускать собственные треки под псевдонимом zavet, экспериментируя с индустриальным и декадентским звучанием.

### 9mice
Сергей Игоревич Дмитриев родился 27 августа 2000 года. Свою музыкальную деятельность он начал под псевдонимом ДИМАЙС, создавая трэп-композиции во Владивостоке. Позже Сергей переехал в Барселону, где работал моделью и продолжал развивать свою музыкальную карьеру.

## История дуэта
В 2022 году Kai Angel и 9mice познакомились в интернете, обнаружив схожие татуировки со словом «angel» на шеях. В 2023 году они выпустили совместный альбом Heavy Metal, представив российской аудитории своё видение «русского рейджа», вдохновленного творчеством Playboi Carti.  
Название объединения пошло от названия ночного клуба в Калифорнии Viper Room:
Kai Angel: Я увидел огромную черную стену, и на фасаде написано Viper Room. Я записал себе это словосочетание, подумал: “Какой красивый образ, может, мне его где-то использовать?”. И я потом узнал, что это легендарное место, в нем много чего происходило. В общем, нам понравилось слово.
В декабре 2023 года Kai Angel и 9mice, совместно с актёром Ярославом Могильниковым, представили новый мерч Канье Уэста, созданный Гошей Рубчинским
В 2024 году дуэт представил продолжение — альбом Heavy Metal 2.
В том же году дуэт номинировали в список «30 до 30» от журнала Forbes.

## Рейтинги
| Год  | Журнал        | Номинация                                              | Результат  | Ист.   |
| ---- | ------------- | ------------------------------------------------------ | ---------- | ------ |
| 2023 | The Flow      | «50 лучших альбомов 2023»                              | 27-е место | [ 10 ] |
| 2023 | «Звук Медиа»  | «Топ-10 лучших рэперов России из старой и новой школы» | 2-е место  | [ 11 ] |
| 2024 | «Афиша Daily» | «17 лучших клипов 2023 года»                           | 13-е место | [ 12 ] |
| 2024 | Forbes        | «30 до 30: Музыка»                                     | Номинация  | [ 5 ]  |
| 2024 | The Flow      | «50 лучших альбомов 2024»                              | 14-е место | [ 13 ] |

## Дискография
Студийные альбомы
| Год  | Название      |
| ---- | ------------- |
| 2023 | Heavy Metal   |
| 2024 | Heavy Metal 2 |

Синглы
| Год  | Название                           |
| ---- | ---------------------------------- |
| 2022 | *** TRIVIAL                        |
| 2022 | «ОТРАВЛЕН ТОБОЙ»                   |
| 2023 | «щ»                                |
| 2023 | THRILLEЯ                           |
| 2023 | «БЕГИ ОТ МЕНЯ» (совместно с Anikv) |
| 2023 | STAY WITH ME                       |
| 2025 | «Пауки» (OST Смертельный стрим)    |

Участие в альбомах
| Год  | Название | Другие исполнители | Альбом           |
| ---- | -------- | ------------------ | ---------------- |
| 2023 | SPRAY    | Aarne              | AA LANGUAGE 2    |
| 2024 | HELL     | Егор Крид          | «Меньше чем три» |

## Внешние ссылки
- Studio 21: ИНТЕРВЬЮ: KAI ANGEL И 9MICE
- Booker: Kai Angel & 9mice - про жизнь в США, работу моделью и шмотки в которых хотелось бы умереть